# Lucky One
Singles de EXO
Unfair
(2015) Monster
(2016)
Lucky One (coréen : 럭키 원 ; chinois : 幸运儿) est un single du boys band sud-coréano-chinois EXO, sorti le 9 juin 2016 en coréen et en mandarin, issu de leur troisième album EX'ACT.

## Contexte et sortie
Produit par LDN Noise, "Lucky One" est décrit comme une chanson "entraînante, funky" inspirée par le disco, la pop et le R'n'B qui raconte l'histoire d'un homme qui essaie de trouver son vrai amour. La version instrumentale de la chanson est notamment disponible sur l'album.

## Clip-vidéo
Les clips-vidéos coréennes et chinoises de "Lucky One" ont été mises en ligne le 8 juin 2016. La vidéo de musique raconte l'histoire des membres d'EXO perdant soudainement leurs super-pouvoirs et sont capturés par une autre planète. Pendant que les infirmières essaient de les expérimenter, leurs pouvoirs s'éveillent et ils tentent de s'échapper.

## Promotion
EXO a interprété pour la première fois "Lucky One" lors d'un grand showcase qui a eu lieu à l'Olympic Hall de Séoul le 8 juin, la veille de la sortie de l'album. Le groupe a ensuite commencé à faire la promotion de la chanson sur les programmes musicaux sud-coréens le jour même de la sortie du single et de l'album. Le groupe a intégré la chanson au programme de leur troisième tournée « EXO'rDIUM » ainsi que leur tournée « EℓyXiOn ».

## Succès commercial
"Lotto" a pris la troisième place dans le Billboard World Digital Songs, la troisième place également sur le Billboard chinois et la cinquième place sur le Gaon Weekly Digital Chart.

## Classements

### Classements hebdomadaires
| Classements                        | Meilleure position |
| ---------------------------------- | ------------------ |
| South Korea (Gaon)                 | 5                  |
| China (Billboard)                  | 3                  |
| US World Digital Songs (Billboard) | 3                  |

### Classements mensuel
| Classement                  | Meilleure position |
| --------------------------- | ------------------ |
| South Korean singles (Gaon) | 17                 |

## Ventes
| Pays               | Ventes  |
| ------------------ | ------- |
| South Korea (Gaon) | 433 633 |
| États-Unis (RIAA)  | 3 000   |